# Dante Basco

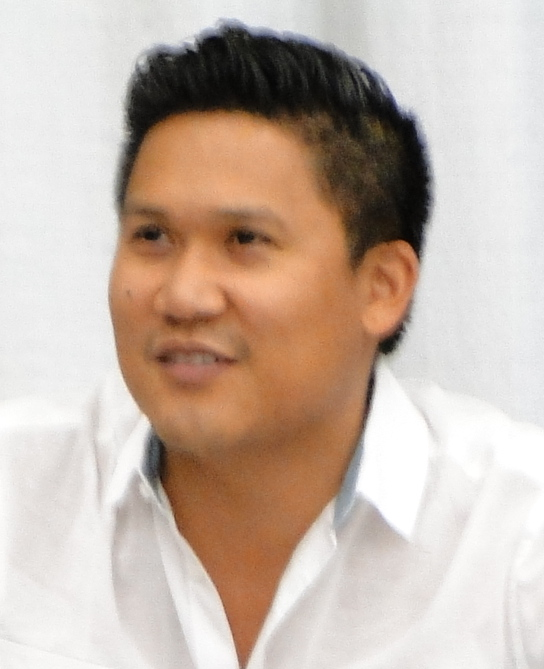
Basco tijdens Otakon in 2014

Dante Roman Basco (Pittsburg, 29 augustus 1975) is een Amerikaans acteur en stemacteur van Filipijnse afkomst. Hij is vooral bekend vanwege zijn rol als Rufio in de speelfilm Hook. Verder sprak hij de stem in van prins Zuko uit de televisieserie Avatar: De Legende van Aang en van Jake Long uit de gelijknamige animatieserie American Dragon: Jake Long.

## Biografie
Dante Basco werd geboren op 29 augustus 1975 in Pittsburg, Californië, en groeide op in Cerritos en Paramount. Hij heeft drie broers en een zus, waaronder de acteur Dion Basco. In zijn jeugd was hij lid van breakdansgroep Streat Freaks. In 1993 rondde hij zijn opleiding aan de Orange County School of the Arts af. Vanaf 1988 begon Basco kleine rollen te spelen op televisie. 
In 1991 brak hij door bij het grote publiek met zijn rol als Rufio, de leider van de verloren jongens, in de film Hook van Steven Spielberg, met als tegenspelers Robin Williams en Dustin Hoffman. Vervolgens had hij meerder gastrollen in televisieseries zoals The Fresh Prince of Bel-Air en Hangin' with Mr. Cooper, en een terugkerende rol in Moesha. Nadat hij personages van diverse Aziatische afkomst – behalve zijn eigen – had vertolkt, speelde hij een Filipijnse Amerikaan in de film The Debut, waarin ook zijn broers en zijn zus te zien waren. In de televisieserie Naked Brown Men speelde hij vervolgens nogmaals samen met zijn broers. In 1999 speelde hij een homoseksuele jongen in de film But I'm A Cheerleader, en in 2006 vertolkte hij breakdancer Ramos in de film Take the Lead, samen met Antonio Banderas. Basco danste in meerdere films en tevens in een Verizon Wireless-reclame, en rapte en breakdanste in een Sprite-reclame. Hiernaast produceerde hij een parodie op de muziekvideo "Rehab" genaamd "Wiihab", waarin hij ook zelf een rol vervulde.
Basco is tevens actief als stemacteur in animatieseries en computerspellen. Hij is vooral bekend als prins Zuko uit de televisieserie Avatar: De Legende van Aang en Jake Long uit de gelijknamige animatieserie American Dragon: Jake Long.

## Prijzen en nominaties
- Young Artist Award
  - 1993 - Outstanding Young Ensemble Cast in a Motion Picture - Hook (gewonnen)
  - 1993 - Best Young Actor Co-starring in a Motion Picture - Hook (genomineerd)
- Los Angeles Asian Pacific Film Festival 
  - 2012 - Best Actor - Narrative Feature - Paradise Broken & Hang Loose (gewonnen)
- National Film Society Awards
  - 2013 - Best Supporting Actor - Hang Loose (gewonnen)
  - 2013 - Best Duo - Hang Loose (gewonnen)